# Мартин, Ханс
Ханс Мартин (нем. Hans Martin; род. 29 апреля 1913 года в Цюрихе, Швейцария — ум. 30 мая 2005 года в Опфиконе, Швейцария) — швейцарский шоссейный велогонщик, выступавший с 1935 по 1946 год. Многократный призёр чемпионата Швейцарии.

## Достижения
1935
3-й Тур Северо-Западной Швейцарии
1936
3-й Тур дю Лак Леман
1937
2-й Тур Северо-Западной Швейцарии
1938
1-й Чемпионат Цюриха
1-й — Этап 2 Тур Швейцарии
2-й Чемпионат Швейцарии
2-й Тур дю Лак Леман
7-й Чемпионат мира
1939
2-й Тур Северо-Западной Швейцарии
3-й Чемпионат Швейцарии
1940
2-й Чемпионат Швейцарии
3-й Милан — Модена
3-й Берн — Женева
1942
1-й — Этап 3 Тур Швейцарии
3-й Тур дю Лак Леман
1945
2-й Тур дю Лак Леман
1946
1-й — Этап 5 Тур Швейцарии